# Koji Tanigawa
Kōji Tanigawa (谷川 浩司) ,(né le 6 avril 1962 à Kobe) est un joueur professionnel de shogi japonais. Il a remporté de nombreux titres parmi les plus prestigieux ; il est en particulier Meijin honoraire. Il a également été président de la Fédération japonaise de Shogi.

## Carrière au shogi
Tanigawa acquiert le titre de joueur professionnel en 1976,. Il dispute son premier titre majeur en 1983 lorsqu'il affronte Hifumi Kato en finale du Meijin, qu'il remporte 4 victoires à 2 ; il devient ainsi le plus jeune Meijin de l'histoire,. Il conserve son titre l'année suivante face à Hidemitsu Moriyasu mais le perd l'année suivante contre Makoto Nakahara.
Le 10 mars 2011 Tanigawa devient en battant Daisuke Nakagawa (en) le quatrième joueur de l'histoire à avoir remporté 1 200 partie officielles au cours de sa carrière, et le plus jeune à réaliser cette performance.

## Direction de la Fédération japonaise
Tanigawa est choisi le 25 décembre 2012 pour remplacer Kunio Yonenaga à la tête de la Fédération japonaise de Shogi, après le décès de celui-ci. Il devient ainsi le premier président issu de la région du Kansai,.
Il est réélu aux assemblées générales de 2013 et 2015,, mais il démissionne en janvier 2017 à la suite d'une polémique dans la sélection du challenger du Ryūō.

## Palmarès
Tanigawa a disputé 57 finales de titres majeurs au cours de sa carrière et en a remporté 27, dont 5 fois le Meijin ce qui lui accorde le titre de Meijin honoraire. Il a également remporté 22 titres secondaires.

### Titres majeurs
| Titre  | Victoires                     | Victoires |
| ------ | ----------------------------- | --------- |
| Ryūō   | 1990, 1991, 1996, 1997        | 4         |
| Meijin | 1983, 1984, 1988, 1989, 1997  | 5         |
| Ōi     | 1987, 1989 – 1991, 2002, 2003 | 6         |
| Kiō    | 1985, 1987, 2003              | 3         |
| Ōshō   | 1991 – 1994                   | 4         |
| Ōza    | 1990                          | 1         |
| Kisei  | 1991, 1992 A, 1992 B, 1999    | 4         |

### Classement annuel des gains en tournoi
Tanigawa a terminé dans le Top 10 du classement annuel des joueurs de shogi remportant le plus de gains (ja) chaque année entre 1993 et 2007 ainsi qu'en 2013 et dans le Top 3 huit fois pendant cette période. Il a été en tête du classement en 1997.
| Année | Montant gagné | Rang |
| ----- | ------------- | ---- |
| 1993  | 56 500 000 ¥  | 2e   |
| 1994  | 43 590 000 ¥  | 4e   |
| 1995  | 54 020 000 ¥  | 2e   |
| 1996  | 50 690 000 ¥  | 2e   |
| 1997  | 117 620 000 ¥ | 1er  |
| 1998  | 95 390 000 ¥  | 2e   |
| 1999  | 67 690 000 ¥  | 2e   |
| 2000  | 67 390 000 ¥  | 2e   |
| 2001  | 48 460 000 ¥  | 4e   |
| 2002  | 42 310 000 ¥  | 5er  |
| 2003  | 42 910 000 ¥  | 4e   |
| 2004  | 46 730 000 ¥  | 3e   |
| 2005  | 28 440 000 ¥  | 5e   |
| 2006  | 32 050 000 ¥  | 5e   |
| 2007  | 23 500 000 ¥  | 9e   |
| 2013  | 18 180 000 ¥  | 8e   |

### Parties commentées
- (en) [vidéo] « Tanigawa - Nakahara (24 mars 1983, play-off », sur YouTube
- (en) [vidéo] « Habu - Tanigawa (19 juin 1993, finale du Kisei », sur YouTube
- (en) [vidéo] « Habu - Tanigawa (24 décembre 1993, finale du Kisei », sur YouTube
- (en) [vidéo] « Habu - Tanigawa (31 janvier 1994, finale du Kisei », sur YouTube
- (en) [vidéo] « Habu - Tanigawa (29 et 30 octobre 1996, finale du Ryūō) », sur YouTube
- (en) [vidéo] « Sato - Tanigawa (7 et 8 juin 1999, finale du Meijin) », sur YouTube
- (en) [vidéo] « Habu - Tanigawa (12 juillet 2002, 1 000e victoire de Tanigawa) », sur YouTube
- (en) [vidéo] « Habu - Tanigawa (16 mars 2006, play-off) », sur YouTube